# Aérodrome de Barisal
L'aérodrome de Barisal (code IATA : BZL • code OACI : VGBR) est un aéroport du Bangladesh situé dans la ville de Barisal.

## Situation
| Chittagong Dacca Sylhet Barisal Cox's Bazar Jessore Râjshâhî Saidpur |

## Compagnies et destinations
| Compagnies                | Destinations     | Refs. |
| ------------------------- | ---------------- | ----- |
| Biman Bangladesh Airlines | Dacca-Shah Jalal | [ 1 ] |
| Novoair                   | Dacca-Shah Jalal | [ 2 ] |
| US-Bangla Airlines        | Dacca-Shah Jalal | [ 3 ] |

Édité le 18/09/2020